# Cecilia Martinez
Cecilia Martinez, detta Ceci (San Francisco, 24 maggio 1947), è un'ex tennista statunitense.

## Carriera
In carriera ha raggiunto tre finali di doppio. Nei tornei del Grande Slam ha ottenuto il suo miglior risultato raggiungendo i quarti di finale nel singolare a Wimbledon nel 1970, e di doppio sempre a Wimbledon nel 1972, in coppia con la sudafricana Esme Emanuel, e agli US Open nel 1968, in coppia con la connazionale Kristy Pigeon.

### Doppio

#### Finali perse (3)
| Numero | Anno             | Torneo                               | Superficie | Compagna        | Avversarie in finale            | Punteggio     |
| 1.     | 14 aprile 1974   | Virginia Slims of Sarasota, Sarasota |            | Tory Ann Fretz  | Chris Evert Evonne Goolagong    | 2-6, 2-6      |
| 2.     | 31 dicembre 1974 | WTA Brisbane, Brisbane               |            | Vicki Lancaster | Evonne Goolagong Peggy Michel   | 1-6, 2-6      |
| 3.     | 12 gennaio 1975  | ASB Classic, Auckland                |            | Laura duPont    | Evonne Goolagong Wendy Turnbull | 3-6, 6-4, 4-6 |